# GRB 080319B
GRB 080319B — гамма-всплеск, обнаруженный 19 марта 2008 года в 06:12 UTC орбитальной обсерваторией Swift. Этот всплеск поставил новый рекорд среди наиболее далёких объектов, которые можно было наблюдать невооружённым глазом, за что и получил название Naked-Eye Burst (Всплеск, видимый Невооружённым Глазом).

## Длительность
Длительность GRB 080319B составила 50 секунд, что классифицирует его как длинный гамма-всплеск (длительность > 2 сек.). Наблюдавшееся яркое послесвечение в оптическом диапазоне присуще этому подклассу.

## Расстояние
Красное смещение гамма-всплеска по измерениям на оптическом телескопе VLT составило z = 0,937. Следовательно взрыв произошёл около 7,5 млрд лет назад, столько времени потребовалось свету от вспышки чтобы достичь Земли. Это примерно половина времени с момента Большого Взрыва.

## Яркость

### Оптический диапазон
Оптическое послесвечение этого гамма-всплеска установило новый рекорд среди «наиболее ярких объектов когда-либо наблюдавшихся человеком во вселенной», в 2,5 миллиона раз ярче самой яркой сверхновой на сегодняшний день, SN 2005ap.
Польские астрономы с помощью автоматизированной системы «Pi of the Sky», установленной в Чили на обсерватории Лас Кампанас, сумели зарегистрировать излучение гамма-всплеска оптического диапазона, которое в своем максимуме достигло 5,8 звездной величины. Это означает, что в течение 30 секунд источник был виден невооруженным глазом. В результате был побит рекорд 9-летней давности, принадлежавший событию от 23 января 1999 года (GRB 990123), когда блеск вспышки в максимуме достиг 8,9 звездной величины.
В течение первой минуты всплеска яркость держалась выше 9,0 звёздных величин.
До появления GRB 080319B наиболее далёким объектом, видимым невооружённым глазом, была галактика Треугольника на расстоянии в 2,9 млн световых лет. Первая научная статья об этом астрономическом событии сообщала, что GRB 080319B можно было бы легко увидеть даже с расстояния на z ≈ 17 в телескоп однометрового класса в инфракрасном диапазоне.
- GRB 080319B 
Иллюстрация НАСА
- GRB 080319B 
Иллюстрация ESO
- GRB 080319B 
Кривая блеска

## Интерпретация
Одной из причин возникновения гамма-всплесков обычно считается коллапс массивных и быстро вращающихся звезд, истративших все резервы топлива для термоядерных реакций. При этом звезда выбрасывает в противоположных направлениях два мощных потока (джета) гамма-лучей. Проходя через газопылевые облака, гамма-лучи заставляют их светиться, вызывая эффект послесвечения, достаточно яркого, но обычно недоступного невооруженному глазу. Причина повышенной яркости GRB 080319B может заключаться в высокой мощности вспышки, или в том, что джеты были достаточно узкими, и один из джетов был направлен на Землю.

## Интересные факты
В связи с тем, что GRB 080319B был открыт через час после сообщения о смерти известнейшего научного фантаста Артура Кларка, предложено этот гамма-всплеск назвать в честь Кларка.

### В базах данных
- SIMBAD
- GRBlog (недоступная ссылка)